# Технологічний інститут Джорджії

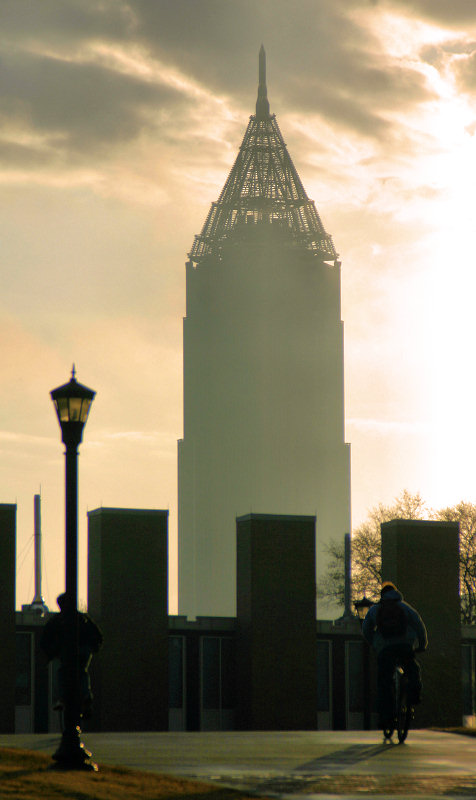
Вид на кампус в Атланті (2006)

Технологічний інститут Джорджії (англ. Georgia Institute of Technology), або Джорджійський Тек (Georgia Tech) — великий освітній та науково-дослідний заклад США. Розташовано у місті Атланта у штаті Джорджія.
Має філії в Саванні (Джорджія), Меці (Франція), Атлоні (Ірландія), Шанхаї (Китай) й Сінгапурі.

## Структура
До складу інституту входить 6 коледжів :
- Коледж архітектури
- Коледж менеджменту
- Коледж гуманітарних наук (інститут вільних мистецтв)
- Коледж комп'ютерних наук (Коледж інформатики)
- Інженерний коледж (Коледж інженерії)
- Коледж природничих наук (Коледж наук)

## Наукова діяльність
Частина наукової роботи ведеться в спеціалізованих дослідницьких центрах і лабораторіях інституту
- Центр робототехніки та інтелектуальних машин
- Лабораторія нейроінженерінга
- Центр нанотехнологічних досліджень в Маркус
- Центр допоміжних технологій та екологічного доступу
- Ядерний дослідницький центр ім. Нілі
- Технологічний дослідний інститут Джорджії

## Деякі відомі випускники
- Джиммі Картер — 39-й президент США і нобелівський лауреат
- Хуан Карлос Варела — президент Панами
- Семюел Нанн — юрист, політичний і державний діяч США
- Кері Малліс — нобелівський лауреат (1993)
- Майк Дьюк — один з керівників мережі Wal-Mart
- Джеймс Д. Робінсон III — один з керівників American Express і Coca-Cola Company
- Річард Гаррісон Трулі — астронавт, потім директор НАСА
- Хаїм Джінголд і Майк Пінкертон — члени команд розробників Spore і Mozilla
- Джон Янг — дев'ятий астронавт, що ступив на поверхню Місяця
- Кріс Бош — гравець НБА
- Деррік Фейворс — гравець НБА
- Катя Сикара — грецький професор Інституту робототехніки